# هاري بيترز (مجدف)
هاري بيترز هو مجدف بلجيكي، ولد في 19 يوليو 1920.

## وصلات خارجية
- هاري بيترز على موقع الاتحاد الدولي للتجديف (الإنجليزية)
- هاري بيترز على موقع اللجنة الأولمبية الدولية (الإنجليزية)
- هاري بيترز على موقع أوليمبيديا (الإنجليزية)